# Monchy-sur-Eu
Monchy-sur-Eu település Franciaországban, Seine-Maritime megyében. Lakosainak száma 554 fő (2022. január 1.). Monchy-sur-Eu Baromesnil, Incheville, Melleville, Le Mesnil-Réaume, Millebosc és Saint-Pierre-en-Val községekkel határos.

## Népesség
A település népességének változása:
| Lakosok száma | 590  | 589  | 597  | 587  | 590  | 591  | 578  | 566  | 554  |
|               | 2013 | 2015 | 2016 | 2017 | 2018 | 2019 | 2020 | 2021 | 2022 |